# Alhaji Jeng
Alhaji Jeng, född 13 december 1981 i Banjul i Gambia, är en svensk före detta stavhoppare. Han kom till Sverige när han var tre månader gammal, och fick svenskt medborgarskap när han fyllt 18 år.
Jeng tävlade för Örgryte IS. Hans personliga rekord är 5,80 meter utomhus och 5,81 meter inomhus. Han har även nationsrekord för Gambia. Jengs främsta merit är silver vid inomhus-VM i friidrott 2006.

## Karriär
Vid U23-EM i Amsterdam, Nederländerna år 2001 kom Jeng på en 6:e plats i finalen med 5,30.
Vid U23-EM i Bydgoszcz, Polen år 2003 slogs Jeng ut i kvalet.
Jeng deltog vid EM inomhus 2005 i Madrid där han med 5,70 gick vidare till finalen. I finalen kom han dock på en tiondeplats med 5,50.
År 2006 deltog Jeng vid inomhus-VM i Moskva där han tog silver med 5,70. Han var även med vid EM i Göteborg 2006 men fick avbryta finalen efter skada i ena låret.
Vid VM i Osaka 2007 blev han utslagen i kvalet på 5,55.
År 2008 deltog Jeng vid inomhus-VM i Valencia i Spanien där han kom på en sjundeplats på 5,70.
Vid inomhus-EM i Turin år 2009 kom Jeng på en femteplats med 5,71. Vid VM i Berlin samma år kom han tolva på 5,50.
2011 deltog han vid inomhus-EM i Paris, men trots säsongsbästa på 5,55 slogs han ut i kvalet. Vid VM utomhus i Daegu i Sydkorea senare samma år slogs han ut i kvalet på 5,50.
Vid OS i London 2012 slogs Jeng ut i kvalet efter att ha rivit ut sig på ingångshöjden 5,35.
Jeng tävlade vid Inomhus-EM 2013 i Göteborg men slogs ut i kvalet med 5,40. Under utomhussäsongen 2013 deltog han vid VM i Moskva där han kom på en nionde plats med 5,65 vilket var säsongsbästa.
I januari 2018 meddelades att Alhaji Jeng på grund av en efterhängsen fotskada avslutat sin idrottskarriär.
Efter sin aktiva karriär har Jeng medverkat som expertkommentator, bland annat i SVT:s sändningar från friidrotts-VM 2019 i Doha och VM 2022 i Eugene.
Jeng var värd i Sommar i P1 den 12 augusti 2024.

## Utmärkelser
Jeng utsågs år 2007 till Stor Grabb nummer 492.

## Personliga rekord
| Utomhus - Stavhopp – 5,80 (Zjukovskij, Ryssland 24 juni 2006) - Tresteg – 16,14 (Lillehammer, Norge 19 augusti 2001) | Inomhus - 60 meter – 7.18 (Göteborg 8 mars 2003) - 1 000 meter – 2:58.72 (Göteborg 9 mars 2003) - 60 meter häck – 8.53 (Göteborg 8 mars 2003) - Höjdhopp – 2,00 (Göteborg 8 mars 2003) - Stavhopp – 5,81 (Stockholm 18 februari 2009) - Längdhopp – 7.07 (Göteborg 8 mars 2003) - Kulstötning – 11.87 (Göteborg 8 mars 2003) - Sjukamp – 5 668 (Göteborg 9 mars 2003) |